# 좋아 좋아
《좋아 좋아》는 SBS에서 2000년 4월 30일부터 2000년 10월 22일까지 일요일 오전 8시 50분에 22부작으로 방영되었던 일요 아침 드라마이다.

## 등장 인물
- 권오중 : 권오준 역
- 김선아 : 윤조아 역
- 소지섭 : 박지섭 역
- 임현식 : 윤세만 역
- 김용선 : 장 여사 역
- 조현숙 : 한지혜 역
- 윤기원 : 허기원 역
- 김효진 : 윤조은 역
- 김학준 : 윤대길 역
- 문창길 : 파출소장 역
- 김기현 : 주왕 역
- 이희도 : 고민섭 역
- 이선진 : 나도영 역
- 함소원 : 오미라 역
- 백승현 : 유현덕 역
- 이주현 : 게스트 - 재연 역
- 권오영
- 김형범
- 원숙희
- 이다연

## 방영목록
제1화 영웅본색
제2화 적인가 친구인가
제3화 비 온 뒤 맑음
제4화 부산갈매기
제5화 조아가 나두 좋아
제6화 오준에겐 뭐가 특별한 것이 있다
제7화 게임의 법칙
제8화 강적들
제9화 창고이 갇힌 조아
제10화 붕우유신
제11화 내사랑 어디쯤에 있나
제12화 사나이 눈물
제13화 그들은 바다로 갔다
제14화 환상의 커플
제15화 놓치지 않을 거예요
제16화 인어왕자
제17화 표절자
제18화 인간적인 너무나 인간적인
제19화 어떤이의 꿈
제20화 약한자여 그대이름은 남자
제21화 부정의 세월
제22화 최후의 선택(최종회)

## 이모저모
- 당초 2000년 4월 23일 첫 회가 나갈 예정이었는데 차승원이 출연진 중의 한 명이었으며 당시 배역명은 차승욱[1]이었다.
- 하지만, 차승원이 출연했던 영화 리베라 메 제작사 측에서 반대[2]를 하는 바람에 차승원 출연 계획은 무산됐다.
- 결국, SBS는 일요아침드라마 시간에 특집 도전 1000곡 2부를 내보냈고(1부는 2000년 4월 16일 오전 10시에 방영) 2000년 4월 30일로 첫 회가 변경됐으며 차승원 자리에는 소지섭이 대타[3]로 들어갔고 배역명도 박지섭으로 변경됐다.
- 이 같은 캐스팅의 어려움 뿐 아니라 주연급들의 코믹성 캐릭터를 극대화하기 위해 음향을 과장스럽게 설정하거나 군데군데 과잉연기가 들어간 것이 다소 거슬렸다는 혹평을 받아[4] 6개월 만에 막을 내렸고 SBS는 《좋아 좋아》를 끝으로 일요아침드라마를 폐지했다.

## 결방
- 2000년 9월 10일 - 오전 8시부터 추석특집 <스타커플 총집합> 1~2부 편성
- 2000년 8월 24일 - 8시부터 올림픽 마라톤 중계 편성
- 2000년 10월 1일 - 올림픽 중계 편성